# دارمرشد (إب)

تعديل مصدري - تعديل

دارمرشد هي إحدى قرى عزلة الحوج القبلي بمديرية إب التابعة لمحافظة إب، بلغ تعداد سكانها 416 نسمة حسب تعداد اليمن لعام 2004.